# Xin Yukun
En una onomàstica xinesa Xin es el cognom i Yukun el prenom.
Xin Yukun (xinès simplificat: xinès simplificat: 忻钰坤, pinyin: Xīn Yùkūn; Baotou, 1984) és un guionista i director de cinema xinès. Destaca per escriure i filmar thrillers de suspens carregats de girs mentre explora la complexitat de la psique humana.

## Biografia
Xin Yukun va néixer el 8 de març de 1984 a la ciutat de Baotou, regió autònoma de Mongòlia Interior (Xina).  L'any 2001, va abandonar l'escola quan encara era estudiant de segon de secundària i va entrar a l'Institut de Formació Cinematogràfica de Xi'an, una filial de Xiying Film Group, però aviat va abandonar aquest estudis, fins que el 2008, va ser admès al curs avançat del departament de fotografia de l'Acadèmia de Cinema de Pequín on hi va estudiar durant un any.

#### Carrera cinematogràfica
El 2010, va rodar el curtmetratge 七夜 "Seven Nights", que es basava en l'estructura de la pel·lícula "Crash" dirigida pel director canadenc Paul Haggis.
El 2014 va rodar :心迷宫 , traduida a l'anglès com  The Coffin in The Mountain o  Deep in the Heart  on narra la història d'un noi que intenta allunyar-se del poder aclaparador de la seva família, però quan mata accidentalment un malfactor local, el seu destí estarà íntimament relacionat amb el del seu pare. La mare, una dona, que durant anys és víctima de violència domèstica, troba consol als braços del seu ex-amant. La notícia de la mort del seu marit arriba mentre ella planejava el seu assassinat. El film es va presentar a la Setmana de la Crítica del Festival de Cinema de Venècia de la 71a Mostra Internacional de Cinema de Venècia i al Festival Internacional de Cinema de Varsòvia. (2015) i al Lychee International Film Festival. A finals d'aquest anyva codirigir la pel·lícula "再见，在也不见" (Goodbye, Never See You Again) amb el director de Singapur ,Chen Shijie i el director tailandès Shivalokong Sikun.
2015: 在也不見  (Distance)  Codirigida amb Chen Shijie, la pel·lícula està dividida en tres històries que passan en èpoques i llocs diferents però que estan relacionades entre si: "El fill ": Una 'empresa encarrega al gerent Chen que vagi a Guangxi per a una inspecció a la fàbrica, allà coneix inesperadament el seu pare del que havia estat separat durant molts anys. El pare és molt gran i ja no reconeix la cara del seu fill, i Chen sembla que no té cap intenció de reconèixer el seu pare. " El llac ": Chen acaba de ser pare, però una carta des de la presó dilueix  aquesta alegria. Resulta que el seu antic millor amic està a punt d'enfrontar-se a la pena de mort, i se'n va a Singapur per despedir-lo en el seu últim viatge. "l'Adéu": el professor universitari Chen va a Tailàndia per donar conferències, on va conèixer el seu antic professor universitari  i els dos renoven la seva relació professor-estudiant.
El 2017 va presentar 暴裂无声  (The Wrath of Silence), subtitulada al català com "El silenci de la ira", protagonitzada per Son Yang i Yuan Wenkang i Jiang Wu. La història té lloc a un poble remot i àrid de muntanya. Zhang Baomin  és miner i, un dia, la seva dona Cuixia li truca perquè torni a casa perquè el seu fill ha desaparegut. Zhang no pot parlar, però tot i així agafa una foto del seu fill i decideix anar-lo a buscar. Pel camí es troba amb els ajudants del capitalista Chang i es crea un conflicte entre les dues parts. Chang coneix el parador del fill de Zhang, però l'enganya. De fet, també amaga un secret: ha adquirit il·legalment mines de carbó mitjançant un suborn amb finalitats lucratives. La fiscalia comença a investigar l'empresa de Chang. Xu el seu advocat, coneix massa secrets seus i just quan té lloc la investigació, desapareix. Per si no fos poc, Chang segresta la filla de Xu perquè aquest s’entregui.
El 2023 va filmar Trending Topic que narra els esdeveniments que succeeixen a partir d’un article publicat per Chen Miao, redactora cap d’una plataforma a intermet, compromesa amb la seva professió. La pel·lícula revela les adversitats que sorgeixen entorn la víctima quan aquesta decideix denunciar els fets, posant en perill la seva pròpia integritat física. La veritat i el rigor tenen un preu, que no sempre es vol assumir, tant en l’àmbit periodístic com per a la protagonista. El film va participar en la Secció Oficial de l'Asian Film Festival Barcelona del 2024.

## Filmografia destacada
| Any  | Títol xinès    | Títol anglès                                   |
| ---- | -------------- | ---------------------------------------------- |
| 2010 | 七夜           | Seven Nights                                   |
| 2014 | 殡棺 / 心迷宫  | The Coffin in The Mountain / Deep in the Heart |
| 2015 | 再见，在也不见 | Goodbye, Never See You                         |
| 2015 | 在也不見       | Distance                                       |
| 2017 | 暴裂无声       | Wrath of Silence                               |
| 2019 | 中国刑警       | Chinese Criminal Police                        |
| 2023 | 热搜           | Hot Search                                     |
| 2023 | 热搜           | Trending Topic                                 |

## Premis
- Heart Labyrinth,  va guanyar el premi al millor director al 8è FIRST Youth Film Festival i la nominació al millor director nou als 51è Taiwan Film Golden Horse Awards  i el Premi anual de cinema de debut a la 6a conferència anual de reconeixement de l'Associació de directors de cine de la Xina.Premni al millor guió al "Beijing Youth Film Festival".
- Wrath of Silence, ha guanyat premis a festivals com Festival de Londres, International Film Festival & Awards Macao i a Chinese Young Generation Film Forum i a l'Associació de Crítics de Cinema de la Xina.